# NBA-Draft 1985

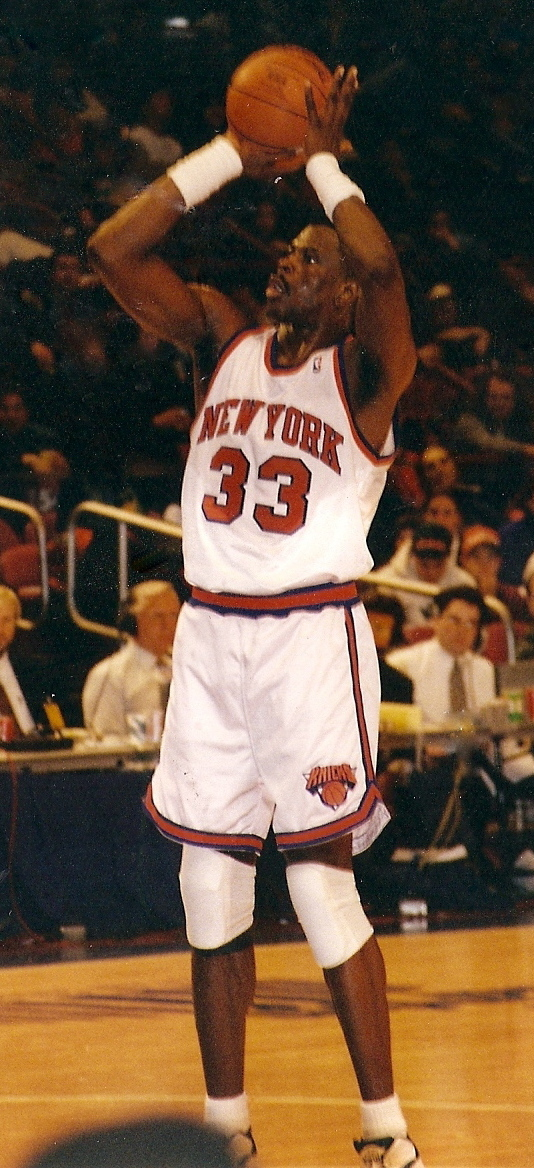
Der erste Pick des Drafts, Patrick Ewing

Der NBA-Draft 1985 fand am 18. Juni 1985 in New York City statt. Insgesamt wurden in sieben Runden 162 Spieler ausgewählt. An erster Position wurde Patrick Ewing von den New York Knicks ausgesucht.
Von der 162 Spielern kamen 66 zu mindestens einem Einsatz in der NBA. Zehn Spieler aus diesem Draft wurden zu mindestens einem All-Star Game eingeladen. Fünf Spieler wurden in die Naismith Memorial Basketball Hall of Fame aufgenommen, darunter der als erster Spieler ausgewählte Patrick Ewing sowie Chris Mullin, Karl Malone, Joe Dumars und Arvydas Sabonis. Mit dem späteren All-Star Detlef Schrempf kam der Spieler in die NBA, der später als erster Deutscher die NBA-Finals erreichte.

## Reihenfolge
Zur Bestimmung der Reihenfolge, in der sich die Mannschaften Spieler aussuchen durften, wurde 1985 erstmals eine Draft Lottery durchgeführt. Zuvor wurde eine Münze geworfen, um festzulegen, ob das schlechteste Team der Vorsaison aus dem Osten oder dem Westen die erste Wahl hat. Diese Regel führte in der Vergangenheit häufig zu Gerüchten über absichtlich verlorene Spiele, um vielversprechende Spieler zu erhalten. 1985 hatten die sieben nicht für die Playoffs qualifizierten Mannschaften dieselbe Chance auf die ersten sieben Picks. Dies waren die Golden State Warriors, Indiana Pacers, New York Knicks, Los Angeles Clippers, Seattle SuperSonics, Kansas City Kings und Atlanta Hawks. Die Knicks gewannen die Lottery und erhielten die erste Wahl, was zu bis heute andauernden Spekulationen über eine Manipulation führte. Patrick Ewing war ein sehr vielversprechender Spieler und New York der wichtigste Markt für die NBA, die Mannschaft aber dringend auf eine Verstärkung angewiesen. Ab dem achten Pick sowie generell ab der zweiten Draftrunde wurde die Reihenfolge ausschließlich durch das Ergebnis der letzten Saison bestimmt, wobei die schlechtesten Teams zuerst auswählen durften.

## Draftpicks
- Mitglieder der Naismith Memorial Basketball Hall of Fame sind farblich hervorgehoben

| Runde | Pick | Spieler (Position)        | Nat.                       | NBA-Team                                                       | vorheriges Team/College                             | NBA-Spiele (reg.) | Punkte | All-Star | Meister |
| ----- | ---- | ------------------------- | -------------------------- | -------------------------------------------------------------- | --------------------------------------------------- | ----------------- | ------ | -------- | ------- |
| 1     | 1    | Patrick Ewing (C)         | Vereinigte Staaten         | New York Knicks                                                | Georgetown                                          | 1.183             | 24.815 | 11       |         |
| 1     | 2    | Wayman Tisdale (PF)       | Vereinigte Staaten         | Indiana Pacers                                                 | Oklahoma                                            | 840               | 12.878 |          |         |
| 1     | 3    | Benoit Benjamin (C)       | Vereinigte Staaten         | Los Angeles Clippers                                           | Creighton                                           | 807               | 9.223  |          |         |
| 1     | 4    | Xavier McDaniel (PF)      | Vereinigte Staaten         | Seattle SuperSonics                                            | Wichita State                                       | 870               | 13.606 | 1        |         |
| 1     | 5    | Jon Koncak (C)            | Vereinigte Staaten         | Atlanta Hawks                                                  | SMU                                                 | 784               | 3.520  |          |         |
| 1     | 6    | Joe Kleine (C)            | Vereinigte Staaten         | Sacramento Kings                                               | Arkansas                                            | 965               | 4.666  |          |         |
| 1     | 7    | Chris Mullin (SF)         | Vereinigte Staaten         | Golden State Warriors                                          | St. John’s                                          | 986               | 17.911 | 5        |         |
| 1     | 8    | Detlef Schrempf (PF/SF)   | Deutschland Bundesrepublik | Dallas Mavericks (von Cleveland)                               | Washington                                          | 1.136             | 15.761 | 3        |         |
| 1     | 9    | Charles Oakley (PF)       | Vereinigte Staaten         | Cleveland Cavaliers                                            | Virginia Union                                      | 1.282             | 12.417 | 1        |         |
| 1     | 10   | Ed Pinckney (PF)          | Vereinigte Staaten         | Phoenix Suns                                                   | Villanova                                           | 793               | 5.378  |          |         |
| 1     | 11   | Keith Lee (C)             | Vereinigte Staaten         | Chicago Bulls                                                  | Memphis State                                       | 182               | 1.114  |          |         |
| 1     | 12   | Kenny Green               | Vereinigte Staaten         | Washington Bullets                                             | Wake Forest                                         | 60                | 265    |          |         |
| 1     | 13   | Karl Malone (PF)          | Vereinigte Staaten         | Utah Jazz                                                      | Louisiana Tech                                      | 1.476             | 36.928 | 14       |         |
| 1     | 14   | Alfredrick Hughes (SG)    | Vereinigte Staaten         | San Antonio Spurs                                              | Loyola (Chicago)                                    | 68                | 356    |          |         |
| 1     | 15   | Blair Rasmussen (C)       | Vereinigte Staaten         | Denver Nuggets (von Portland)                                  | Oregon                                              | 532               | 5.119  |          |         |
| 1     | 16   | Bill Wennington (C)       | Kanada                     | Dallas Mavericks (von New Jersey)                              | St. John’s                                          | 720               | 3.301  |          | 3       |
| 1     | 17   | Uwe Blab (C)              | Deutschland Bundesrepublik | Dallas Mavericks                                               | Indiana                                             | 235               | 505    |          |         |
| 1     | 18   | Joe Dumars (SG)           | Vereinigte Staaten         | Detroit Pistons                                                | McNeese State                                       | 1.018             | 16.401 | 6        | 2       |
| 1     | 19   | Steve Harris (SG)         | Vereinigte Staaten         | Houston Rockets                                                | Tulsa                                               | 207               | 1.440  |          |         |
| 1     | 20   | Sam Vincent (SG)          | Vereinigte Staaten         | Boston Celtics (von Denver via Dallas)                         | Michigan State                                      | 396               | 3.106  |          | 1       |
| 1     | 21   | Terry Catledge (PF)       | Vereinigte Staaten         | Philadelphia 76ers                                             | South Alabama                                       | 515               | 6.520  |          |         |
| 1     | 22   | Jerry Reynolds            | Vereinigte Staaten         | Milwaukee Bucks                                                | LSU                                                 | 443               | 4.036  |          |         |
| 1     | 23   | A. C. Green (PF)          | Vereinigte Staaten         | Los Angeles Lakers                                             | Oregon State                                        | 1.278             | 12.331 | 1        | 3       |
| 1     | 24   | Terry Porter (PG)         | Vereinigte Staaten         | Portland Trail Blazers (von Boston via Dallas)                 | Wisconsin-Stevens Point                             | 1.274             | 15.586 | 2        |         |
| 2     | 25   | Mike Smrek (C)            | Kanada                     | Portland Trail Blazers (von Golden State Warriors)             | Canisius                                            | 194               | 554    |          | 2       |
| 2     | 26   | Bill Martin               | Vereinigte Staaten         | Indiana Pacers                                                 | Georgetown                                          | 84                | 397    |          |         |
| 2     | 27   | Dwayne McClain (SG)       | Vereinigte Staaten         | Indiana Pacers (von New York)                                  | Villanova                                           | 45                | 157    |          |         |
| 2     | 28   | Ken Johnson               | Vereinigte Staaten         | Chicago Bulls (von Seattle via Kansas City)                    | Michigan State                                      | 64                | 263    |          |         |
| 2     | 29   | Mike Brittain             | Vereinigte Staaten         | San Antonio Spurs (von Kansas City via Chicago)                | South Carolina                                      | 38                | 63     |          |         |
| 2     | 30   | Calvin Duncan             | Vereinigte Staaten         | Cleveland Cavaliers                                            | Virginia Commonwealth                               | 0                 |        |          |         |
| 2     | 31   | Manute Bol (C)            | Sudan                      | Washington Bullets (von Atlanta via San Antonio, Golden State) | Bridgeport                                          | 624               | 1.599  |          |         |
| 2     | 32   | Nick Vanos                | Vereinigte Staaten         | Phoenix Suns                                                   | Santa Clara                                         | 68                | 842    |          |         |
| 2     | 33   | Greg Stokes               | Vereinigte Staaten         | Philadelphia 76ers                                             | Iowa                                                | 42                | 130    |          |         |
| 2     | 34   | Aubrey Sherrod (SG)       | Vereinigte Staaten         | Chicago Bulls                                                  | Wichita State                                       | 0                 |        |          |         |
| 2     | 35   | Tyrone Corbin (SF/PF)     | Vereinigte Staaten         | San Antonio Spurs (von Washington via Houston)                 | DePaul                                              | 1.065             | 9.766  |          |         |
| 2     | 36   | Yvon Joseph (C)           | Haiti 1964                 | New Jersey Nets (von Houston via San Antonio)                  | Georgia Tech                                        | 1                 | 2      |          |         |
| 2     | 37   | Carey Scurry              | Vereinigte Staaten         | Utah Jazz                                                      | LIU                                                 | 180               | 847    |          |         |
| 2     | 38   | Fernando Martín (PF)      | Spanien                    | New Jersey Nets                                                | Real Madrid (Spanien)                               | 24                | 22     |          |         |
| 2     | 39   | George Montgomery         | Vereinigte Staaten         | Portland Trail Blazers                                         | Illinois                                            | 0                 |        |          |         |
| 2     | 40   | Mark Acres                | Vereinigte Staaten         | Dallas Mavericks                                               | Oral Roberts                                        | 375               | 1.343  |          |         |
| 2     | 41   | Lorenzo Charles (PF)      | Vereinigte Staaten         | Atlanta Hawks (von Detroit)                                    | NC State                                            | 36                | 122    |          |         |
| 2     | 42   | Bobby Lee Hurt            | Vereinigte Staaten         | Golden State Warriors                                          | Alabama                                             | 0                 |        |          |         |
| 2     | 43   | Barry Stevens             | Vereinigte Staaten         | Denver Nuggets                                                 | Iowa State                                          | 2                 | 2      |          |         |
| 2     | 44   | Voise Winters (SG)        | Vereinigte Staaten         | Philadelphia 76ers                                             | Bradley                                             | 4                 | 6      |          |         |
| 2     | 45   | John Williams (PF)        | Vereinigte Staaten         | Cleveland Cavaliers (von Milwaukee)                            | Tulane                                              | 887               | 9.784  |          |         |
| 2     | 46   | Adrian Branch (SF)        | Vereinigte Staaten         | Chicago Bulls (von L.A. Lakers)                                | Maryland                                            | 130               | 834    |          | 1       |
| 2     | 47   | Gerald Wilkins (SG)       | Vereinigte Staaten         | New York Knicks (von Boston)                                   | Chattanooga                                         | 900               | 11.736 |          |         |
| 3     | 49   | Brad Wright               | Vereinigte Staaten         | Golden State Warriors                                          | UCLA                                                | 16                | 54     |          |         |
| 3     | 54   | Sam Mitchell (SG)         | Vereinigte Staaten         | Houston Rockets (von Atlanta via San Antonio)                  | Mercer                                              | 994               | 8.636  |          |         |
| 3     | 59   | Sedric Toney (PG)         | Vereinigte Staaten         | Atlanta Hawks (von Utah)                                       | University of Dayton                                | 112               | 409    |          |         |
| 3     | 61   | Perry Young               | Vereinigte Staaten         | Portland Trail Blazers                                         | Virginia Polytechnic Institute and State University | 9                 | 13     |          |         |
| 3     | 63   | Harold Keeling (PG)       | Vereinigte Staaten         | Dallas Mavericks                                               | Santa Clara University                              | 20                | 44     |          |         |
| 3     | 66   | Michael Adams (PG)        | Vereinigte Staaten         | Sacramento Kings (von Denver)                                  | Boston College                                      | 653               | 9.621  | 1        |         |
| 3     | 69   | Mike Brown (PG)           | Vereinigte Staaten         | Chicago Bulls (von Los Angeles)                                | George Washington University                        | 626               | 3.130  |          |         |
| 4     | 73   | Fred Cofield              | Vereinigte Staaten         | New York Knicks                                                | Eastern Michigan University                         | 50                | 169    |          |         |
| 4     | 75   | Alex Stivrins (SF)        | Vereinigte Staaten         | Seattle SuperSonics                                            | University of Colorado                              | 22                | 44     |          |         |
| 4     | 77   | Arvydas Sabonis (C)*      | Sowjetunion Litauen 1989   | Atlanta Hawks                                                  | Žalgiris (USSR)                                     | 470               | 5.629  |          |         |
| 4     | 79   | Mark Davis                | Vereinigte Staaten         | Cleveland Cavaliers                                            | Old Dominion University                             | 33                | 127    |          |         |
| 4     | 82   | Scott Roth (PF)           | Vereinigte Staaten         | San Antonio Spurs                                              | University of Wisconsin                             | 160               | 751    |          |         |
| 4     | 83   | Delaney Rudd (PG)         | Vereinigte Staaten         | Utah Jazz                                                      | Wake Forest University                              | 239               | 816    |          |         |
| 4     | 84   | John Battle (PG)          | Vereinigte Staaten         | Atlanta Hawks (von New Jersey)                                 | Rutgers University                                  | 612               | 5.338  |          |         |
| 4     | 87   | Anthony „Spud“ Webb (PG)  | Vereinigte Staaten         | Detroit Pistons                                                | North Carolina State                                | 814               | 8.072  |          |         |
| 4     | 89   | Pete Williams (F)         | Vereinigte Staaten         | Denver Nuggets                                                 | University of Arizona                               | 58                | 153    |          |         |
| 4     | 90   | Derrick Gervin (SF)       | Vereinigte Staaten         | Philadelphia 76ers                                             | University of Texas at San Antonio                  | 77                | 676    |          |         |
| 4     | 91   | Cozell McQueen            | Vereinigte Staaten         | Milwaukee Bucks                                                | North Carolina State University                     | 3                 | 6      |          |         |
| 4     | 92   | Dexter Shouse             | Vereinigte Staaten         | Los Angeles Lakers                                             | University of South Alabama                         | 3                 | 0      |          |         |
| 5     | 101  | Gunther Behnke (C)        | Deutschland BR             | Cleveland Cavaliers                                            | TSV Bayer 04 Leverkusen (GER)                       | 0                 |        |          |         |
| 6     | 139  | Ralph Lewis (SG)          | Vereinigte Staaten         | Boston Celtics                                                 | La Salle University                                 | 99                | 229    |          |         |
| 7     | 144  | Michael Phelps (SG)       | Vereinigte Staaten         | Seattle SuperSonics                                            | Alcorn State University                             | 132               | 470    |          |         |
| 7     | 148  | Georgi Gluschkow (PF / C) | Bulgarien 1971             | Phoenix Suns                                                   |                                                     | 49                | 239    |          |         |
| 7     | 150  | Keith Gray (SG)           | Vereinigte Staaten         | Washington Bullets                                             | Detroit Mercy                                       | 0                 |        |          |         |
| 7     | 160  | Mario Elie (SG/SF)        | Vereinigte Staaten         | Milwaukee Bucks                                                | American International                              | 732               | 6.265  |          | 3       |

*Der Pick wurde später aufgehoben, da der Spieler zum Zeitpunkt des Drafts noch keine 21 Jahre alt war.